# Верхівське сільське поселення (Верховазький район)
Верхі́вське сільське поселення (рос. Верховское сельское поселение) — сільське поселення у складі Верховазького району Вологодської області Росії.
Адміністративний центр — присілок Сметанино.

## Населення
Населення сільського поселення становить 865 осіб (2019; 1061 у 2010, 1449 у 2002).

## Історія
Станом на 1999 рік існували Верхівська сільська рада (15 населених пунктів) та Олюшинська сільська рада (8 населених пунктів).
Станом на 2002 рік існували Верхівська сільрада (присілки Боровичиха, Калініно, Киселево, Кудринська, Мальцевська, Матвієвська, Моїсеєвська, Мокієвська, Основинська, Отводниця, Прилук, Родіоновська, Скулинська, Сметанино, селище Макарцево) та Олюшинська сільрада (село Єреминське, присілки Боровська, Ботижна, Дор, Лабазне, Нікольська, Середня, Слудна).
2006 року сільради перетворено в сільські поселення.
25 червня 2015 року ліквідовано Олюшинське сільське поселення, його територія увійшла до складу Верхівського сільського поселення.

## Склад
До складу сільського поселення входять:
| Населений пункт        | Населення, осіб (2002) | Населення, осіб (2010) |
| ---------------------- | ---------------------- | ---------------------- |
| Боровичиха, присілок   | 8                      | 2                      |
| Боровська, присілок    | 18                     | 9                      |
| Ботижна, присілок      | 56                     | 42                     |
| Дор, присілок          | 69                     | 47                     |
| Єреминське, село       | 19                     | 8                      |
| Калініно, присілок     | 6                      | 1                      |
| Кисельово, присілок    | 77                     | 43                     |
| Кудринська, присілок   | 48                     | 48                     |
| Лабазне, присілок      | 32                     | 14                     |
| Макарцево, селище      | 307                    | 194                    |
| Мальцевська, присілок  | 0                      | 0                      |
| Матвієвська, присілок  | 8                      | 7                      |
| Моїсеєвська, присілок  | 3                      | 2                      |
| Мокієвська, присілок   | 26                     | 16                     |
| Нікольська, присілок   | 16                     | 5                      |
| Основинська, присілок  | 27                     | 16                     |
| Отводниця, присілок    | 0                      | 0                      |
| Прилук, присілок       | 9                      | 11                     |
| Родіоновська, присілок | 15                     | 13                     |
| Середня, присілок      | 60                     | 49                     |
| Скулинська, присілок   | 2                      | 2                      |
| Слудна, присілок       | 119                    | 82                     |
| Сметанино, присілок    | 524                    | 450                    |